# Thillé Boubacar
Pour les articles homonymes, voir Boubacar (homonymie).
Ne doit pas être confondu avec Arrondissement de Thillé Boubacar.
Thillé Boubacar (ou Thille Boubacar) est une localité du nord du Sénégal, située dans le département de Podor et la région de Saint-Louis, à quelques kilomètres du fleuve Sénégal et de la frontière avec la Mauritanie. Elle se trouve dans la région historique du Fouta Toro.
C'est le chef-lieu de l'arrondissement de Thillé Boubacar.
Le village comptait 1 502 personnes et 175 ménages lors du dernier recensement.